# Saint-Crépin-et-Carlucet
Saint-Crépin-et-Carlucet é uma comuna francesa na região administrativa da Nova Aquitânia, no departamento Dordonha. Estende-se por uma área de 18,6 km². Em 2010 a comuna tinha 531 habitantes (densidade: 28,5 hab./km²).